# Charlotte Lanthaler
Charlotte Lanthaler est une peintre autrichienne née à Mieders (Innsbruck) le 1er avril 1928 et morte à Paris le 26 décembre 2006.

## Biographie
Charlotte Lanthaler quitte une première fois l'Autriche à 24 ans après avoir abandonné un début d'activité professionnelle comme institutrice et s'installe à Rome comme élève de l'Académie des Beaux Arts pendant 3 ans (1952-1955).
En 1958, elle quitte définitivement l'Autriche pour s'installer à Paris qu'elle ne quittera plus sauf pour de rares et courts séjours dans sa famille en Autriche. Elle fréquente pendant un an l'Académie André Lhote (1958).
Elle a commencé à exposer en Italie (1955) puis en France à partir de 1961.
Sa production d'abord figurative influencée par son passage chez André Lhote va évoluer ensuite en deux phases :
- Une période à partir du début des années 1970 ou elle aborde des thèmes psychologiques qu'elle exprime dans une figuration symbolique (l'unité perdue, la solitude, la lutte pour la vie, la maternité,  le moi-roi, etc.) par une peinture très directe, bien construite, avec réduction des moyens au minimum,la couleur s'adaptant au sujet. Le même esprit se retrouve dans ses collages et dessins lesquels expriment en outre de l'humour en contraste avec une certaine gravité de l’œuvre peinte.
- Une seconde période à partir de 1977 environ ou des formes symboliques de plus en plus simplifiées, elle passe tout naturellement à l'abstraction.

## Principales expositions
- 1955 : 8 autrichiens au Palazzetto Borghese, Rome (Italie) -
- 1955 : Exposition personnelle à Porto d'Ischia (Italie)  -
- 1961 : Exposition au siège du Secrétariat de l'UNESCO (Paris) -
- 1969 : Galerie Parnasse, Paris : dessins -
- 1970 : Galerie Parnasse, Paris : collages -
- 1973 : Galerie Jean Camion, Paris -
- 1975 : Galerie La Licorne, Paris -
- 1976 : Galerie d'art de l'aéroport d'Orly-Sud -
- 1977 : Aéroport d'Orly-Ouest -
- 1978 : Salon des Indépendants, Paris -
- 1978 : Salon des Artistes français, Paris -
- 1979 : Salon de la Lettre et du Signe,Musée du Luxembourg, Paris - 1979:  Galerie Van Geyt, Hulst (Pays-Bas) -
- 1981 : Salon Bilan de l'art contemporain, Paris -
- 1984 : Galerie des Cahiers de la peinture, Paris -
- 1984 : Galerie La Chaumière, Paris -
- 1984 : Galerie de l’Hôtel Concorde La Fayette, Paris -
- 1985 : Galerie Hérouet, Paris -
- 1989 : Press-Club de France, Paris.
- 1991-2000 : Restaurant Ban Lao, Saint-Joseph, Martinique.
- 2000-2009 : Restaurant Boboon Express, Fort-de-France, Martinique.
- 2017 : Galerie Hôtel La Batelière, Schoelcher, Martinique.

## Prix
- 1961 : Premier Prix du Directeur général de l’Unesco remis par Vittorino Veronese alors directeur général, lors d'une exposition organisée au siège du Secrétariat de l’Unesco à Paris.
- 1981 : Médaille de bronze au Salon Bilan de l'art contemporain (Paris).
- 1988 : Médaille de la Ville de Paris.

## Achats et acquisitions
- 1972 : ministère de l’Éducation et la Culture, Vienne (Autriche)
- 1974 : ministère de l’Éducation et la Culture, Vienne
- 1977 : ministère de l’Éducation et la Culture, Vienne
- 1977 : aéroport d'Orly-Ouest
- 1984 : Fonds national d'art contemporain (France)
- 1985 : ministère de l’Éducation et de la Culture, Vienne (Autriche).

## Collections privées
Des œuvres figurent dans des collections privées en Afghanistan, en Allemagne, en Autriche, aux États-Unis, en France, en Italie, au Japon, aux Pays-Bas, en République centrafricaine et en Martinique[réf. nécessaire].